# 金容淳
金 容淳（キム・ヨンスン、김용순、1934年7月5日 - 2003年10月26日）は、朝鮮民主主義人民共和国の政治家。朝鮮労働党書記。「祖国平和統一委員会」副委員長。主に対南工作担当を務めた。自動車事故で死亡したと報じられた。

## 略歴
1934年7月5日、日本統治下の平安南道平康郡生まれ。金正日の実母である金正淑の実弟とされている。
1955年、金日成総合大学法学部国際関係学科卒業。1961年1月、江原道人民委員会副委員長として政界入りし、1969年6月、元山道人民委員会委員長に就任した。1970年に、彼はエジプトの大使に任命され、彼の外交的キャリアを始めた。1973年に外国文化連絡委員会の副委員長を務め、1974年に民主弁護士協会の副会長を務めた。
1980年10月、労働党の第6回党大会で、朝鮮労働党中央委員並びに党国際部の副部長に就任。1982年2月に最高人民会議代議員に就任。1984年2月、平安南道の徳川炭鉱で「革命教育」を口実に1年6カ月間の重労働を積んだ後、1985年8月に党国際部に復帰した。1988年12月、彼は党国際部長に昇進した。
作家のブラッドリー・K.マーティンによれば、金容淳は女性の同僚と不倫問題を起こしたため、1979年から3年にわたって「教化所に収容された。著述家のドン・オーバードーファーによれば、彼は派手好きであり、その退廃的な振る舞いがわざわいして1980年代半ばには降格したが、金正日とその妹金敬姫の友情により彼の経歴は救われたという。
1990年5月に党の国際担当書記に就任して韓国、日本、アメリカなどの西側諸国と外交交渉を行う。1991年2月20日、朝鮮労働党代表団の団長として日本を訪問。1992年12月に対南工作担当の党書記、党政治局員候補に就任して韓国との南北交渉を行う。1993年4月に最高人民会議統一政策委員長に就任。1993年8月に祖国平和統一委員会副委員長に就任。1994年7月に朝鮮アジア太平洋平和委員会委員長に就任。1998年11月に祖国平和統一委員会委員長に就任したが、1999年4月に祖国平和統一委員会副委員長に復帰した。
2000年6月の金大中と金正日の間の第1回南北首脳会談の開催に大きな役割を果たした。彼はこの年の9月、北朝鮮の公式代表団の一員として大韓民国を訪れ、浦項市に所在するポスコ（浦項総合製鉄）の施設を視察した。彼の韓国視察旅行は朝鮮労働党書記としては1985年の許錟以来のことであった。
一方、彼は2001年まで朝鮮労働党統一戦線部の部長を務めていた。統一戦線部長を務めながら三号庁舎の秘書（書記）も務め、なおかつ工作機関である朝鮮赤十字会の統括もおこなっていた。したがって、対韓国外交と対日本外交を一手に受け持つ状態であり、北朝鮮外務省はこれに関与できなかった。それは、国交を成立させていない韓国・日本に外務省は関与できないという事情にもよっていたが、彼が工作機関の長であったことから、平壌を訪れた韓国・日本の高官の前に現れるのが常に金容淳という状態がつづいたのであった。
金正日の信任厚い金容淳であったが、2003年6月に幹部専用メルセデス・ベンツ・S600に乗車中、軍用トラックに衝突された。2003年10月23日、事故から回復せずに入院、10月26日に死去した。
実子に国連大使を務めている金星がいる。